# Kew (îles Turks-et-Caïcos)
Kew est un petit village des Îles Turques-et-Caïques situé l'île de North Caicos.

## Patrimoine
- La Plantation de Wade's Green, ancienne plantation de coton fondée en 1789.